# Glochidion talmyanum
Glochidion talmyanum är en emblikaväxtart som beskrevs av Lucien Beille. Glochidion talmyanum ingår i släktet Glochidion och familjen emblikaväxter.
Artens utbredningsområde är Vietnam. Inga underarter finns listade i Catalogue of Life.